# Ruben Studdard
Christopher Ruben Studdard (sinh ngày 12 tháng 9 năm 1978) là một nam ca sĩ và diễn viên người Mỹ. Anh là người chiến thắng của cuộc thi American Idol (Mùa 2) vào năm 2003 và sau đó trở thành một ca sĩ nổi tiếng nước Mỹ thuộc dòng nhạc Pop và R&B.

## Tiểu sử và sự nghiệp
Ruben Studdard sinh tại thành phố Frankfurt, Đức khi cha anh (lúc đó đang phục vụ trong quân đội Mỹ) đang đóng quân tại đây. Anh lớn lên tại thành phố Birmingham, Alabama. Năm 3 tuổi, anh đã theo mẹ biểu diễn tại nhà thờ Baptist địa phương và từng hát solo từ khi còn rất nhỏ. Tại trường trung học, anh chơi môn bóng đá và nhờ đó nhận được học bổng tại Đại học Alabama A&M. Tại đại học, anh bắt đầu chuyển hướng sang lĩnh vực âm nhạc, theo đuổi dòng nhạc R&B và jazz. Sau đó, anh được một nữ ca sĩ hát đệm mời cùng sang Memphis, Tennessee để tham gia vòng thử giọng của cuộc thi American Idol 2003.
Ruben Studdart đã vượt qua nhiều đối thủ khác nhau trên khắp nước Mỹ để trở thành người chiến thắng của cuộc thi American Idol (Mùa 2). Ngày 11 tháng 3 năm 2003 được thống đốc Bob Riley của tiểu bang Alabama tuyên bố là "Ngày Ruben Studdard".
Tính đến thời điểm hiện tại, Ruben Studdard đã cho ra mắt 3 album là Sourful (2003), I Need an Angel (2004) và The Return (2006). Cả ba album này đều giành được những thứ hạng cao trên các bảng xếp hạng của nước Mỹ và bán được hàng trăm ngàn bản. Đáng chú ý nhất là album Sourful đã bán được 1,7 triệu bản và được trao giải Đĩa bạch kim. Anh cũng tham gia một số phim như One on One hay All of Us với tư cách khách mời.

## Giải thưởng và đề cử
- American Music Awards
  - 2004, Favorite Male R&B/Soul Artist: (đề cử)
- BET Awards
  - 2005, Best Gospel Artist: (đề cử)
  - 2004, Best New Artist: (đề cử)
  - 2004, Best Male R&B Artist: (đề cử)
- Grammy Awards
  - 2004, Best Male R&B Vocal Performance: "Superstar" (đề cử)
- Hình Awards
  - 2004, Outstanding New Artist: Soulful (Thắng)
- Soul Train Awards
  - 2004, Best New R&B/Soul or Rap New Artist: "Superstar" (đề cử)

## Danh sách album và các đĩa đơn

### Album
| Năm  | Thông tin                                                                                       | US | US Gospel | Doanh số và chứng nhận                         |
| ---- | ----------------------------------------------------------------------------------------------- | -- | --------- | ---------------------------------------------- |
| 2003 | Soulful - Album đầu tay - Ra mắt: 9 tháng 12 năm 2003 - Hãng: J Records - Dạng đĩa: CD          | 1  | —         | Doanh thu tại Mỹ: 1,700,000 RIAA: Đĩa bạch kim |
| 2004 | I Need an Angel - Album thứ hai - Ra mắt: 23 tháng 11 năm 2004 - Hãng: J Records - Dạng đĩa: CD | 20 | 1         | Doanh thu tại Mỹ: 450,000 RIAA: Đĩa vàng       |
| 2006 | The Return - Album thứ ba - Ra mắt: 17 tháng 10 năm 2006 - Hãng: J Records - Dạng đĩa: CD       | 8  | —         | Doanh thu tại Mỹ: 413,000 RIAA: N/A            |

### Đĩa đơn
| Năm  | Tên                      | Xếp hạng | Xếp hạng | Xếp hạng | Album           |
| Năm  | Tên                      | US       | US R&B   | Urban    | Album           |
| ---- | ------------------------ | -------- | -------- | -------- | --------------- |
| 2003 | "Flying Without Wings"   | 2        | 13       | 27       | Soulful         |
| 2003 | "Superstar"              | 112      | 2        | —        | Soulful         |
| 2004 | "Sorry 2004"             | 9        | 2        | —        | Soulful         |
| 2004 | "What If"                | —        | 47       | —        | Soulful         |
| 2004 | "I Need an Angel"        | —        | —        | 32       | I Need an Angel |
| 2006 | "Change Me"              | 94       | 18       | 1        | The Return      |
| 2007 | "Make Ya Feel Beautiful" | —        | 32       | 6        | The Return      |
| 2008 | "Celebrate Me Home"      | —        | —        | —        | đĩa đơn         |